# 簾舞川
簾舞川（みすまいかわ）は、北海道札幌市南区を流れる石狩川水系豊平川支流の河川である。準用河川として札幌市が管理している。河川の長さは8から10kmだが、準用河川としての指定区間は1.4kmである。
川の名は、アイヌ語で「峡谷があるところ」を意味する「ニセイ・オマㇷ゚」。これが訛って「ミソマップ」になり、現在の「みすまい」になった。

## 地理
空沼岳の北、札幌岳の東に位置する北海道札幌市南区簾舞の山中に源を発する。谷を刻んではじめ北東に、ついで北に向かって流れる。西に兜岩を見てその北で西御料川を合わせる。合流点から北では両岸の険しさが緩み、特に右岸でなだらかな傾斜になる。山を出て豊平川の河岸段丘に出ると、平地を流れるようになるが、藻岩ダムの川上で豊平川に合流して終わる。
上・中流の流域は山林である。中流の河岸では農地が開け、左岸の傾斜地にみすまい霊園が設けられている。下流部は札幌郊外の住宅地だが、傾斜部や河岸に木々が多い。

## 支流
- 西御料川（簾舞川支流川）

## 橋梁
- 二星橋
- 簾舞橋 - 国道230号
- 簾舞川橋 - 旧国道230号